# IC 1072
IC 1072 је елиптична галаксија у сазвјежђу Дјевица која се налази на листи објеката дубоког неба у Индекс каталогу.
Деклинација објекта је + 4° 50' 32" а ректасцензија 14h 54m 13,1s. Привидна величина (магнитуда) објекта IC 1072 износи 13,9 а фотографска магнитуда 14,9. IC 1072 је још познат и под ознакама MCG 1-38-16, CGCG 48-64, NPM1G +05.0444, PGC 53258.